# Ricine, Bahciîsarai
Ricine (în ucraineană Річне) este un sat în comuna Zaliznîcine din raionul Bahciîsarai, Republica Autonomă Crimeea, Ucraina.

## Demografie
Componența lingvistică a localității Ricine
     Rusă (69,47%)
     Tătară crimeeană (21,12%)
     Ucraineană (6,87%)
Conform recensământului din 2001, majoritatea populației localității Ricine era vorbitoare de rusă (69,47%), existând în minoritate și vorbitori de tătară crimeeană (21,12%), ucraineană (6,87%) și armeană (1,78%).